# Sanin Muminović
Sanin Muminović (* 2. November 1990 in Srebrenica, SFR Jugoslawien, heute Bosnien und Herzegowina) ist ein kroatischer Fußballspieler.

## Karriere
Muminović spielte bis Januar 2011 beim NK Orijent Rijeka. Im Januar 2011 wechselte er zum Zweitligisten NK Pomorac Kostrena. In der Saison 2011/12 kam er zu 27 Einsätzen in der 2. HNL. In der Saison 2013/14 absolvierte er 24 Zweitligaspiele, in denen er ein Tor erzielte. In der Saison 2013/14 kam er zu 30 Einsätzen.
Im Oktober 2014 wechselte Muminović zum Drittligisten NK Krk. In der Winterpause der Saison 2014/15 wechselte er nach Slowenien zum Erstligisten NK Zavrč. Sein Debüt für Zavrč in der 1. SNL gab er im März 2015, als er am 22. Spieltag jener Saison gegen den NK Krka in der Startelf stand. Im selben Monat erzielte er bei einer 2:1-Niederlage gegen den NK Maribor sein erstes Tor in der höchsten slowenischen Spielklasse. Bis Saisonende kam er zu 14 Einsätzen für Zavrč. Im August 2015 wechselte er nach Norwegen zum Drittligisten Valdres FK. Im Februar 2016 kehrte er nach Kroatien zurück und schloss sich dem Drittligisten NK Novigrad an. Mit Novigrad stieg er am Ende der Saison 2015/16 in die 2. HNL auf. Nach zehn Zweitligaeinsätzen für den Verein wechselte er in der Winterpause der Saison 2016/17 ein zweites Mal nach Slowenien, diesmal zum NK Aluminij. Bis Saisonende kam er zu 15 Einsätzen für Aluminij in der 1. SNL.
Nach weiteren 17 Einsätzen in der Saison 2017/18 wechselte er in der Winterpause in den Irak zu al-Quwa al-Dschawiya. Im September 2018 kehrte er zu Aluminij zurück. In der Saison 2018/19 kam er zu 27 Einsätzen, in denen er zwei Tore erzielte. In der Saison 2019/20 spielte er nur noch neun Mal in der 1. SNL. Zur Saison 2020/21 wechselte Muminović zum österreichischen Zweitligisten SV Horn. Für Horn kam er zu 13 Einsätzen in der 2. Liga, in denen er ein Tor erzielte. Im Januar 2021 verließ er die Niederösterreicher wieder.
Daraufhin wechselte er im selben Monat nach Bosnien und Herzegowina zum Erstligisten FK Krupa. Für Krupa kam er bis Saisonende zu zwölf Einsätzen in der Premijer Liga, aus der er mit dem Klub allerdings zu Saisonende abstieg. Zur Saison 2021/22 wechselte er ein zweites Mal nach Österreich, diesmal zum Regionalligisten SV Stripfing. Für Stripfing kam er zu 40 Einsätzen in der Regionalliga, ehe er mit dem Team 2023 in die 2. Liga aufstieg.
Nach dem Aufstieg kehrte er zur Saison 2023/24 zum NK Krk zurück und heuerte nach einem halben Jahr beim HNK Orijent 1919 an, für den er bis heute aktiv ist (Stand: Juni 2025).